# Hofanlage Am Meyerhof 1

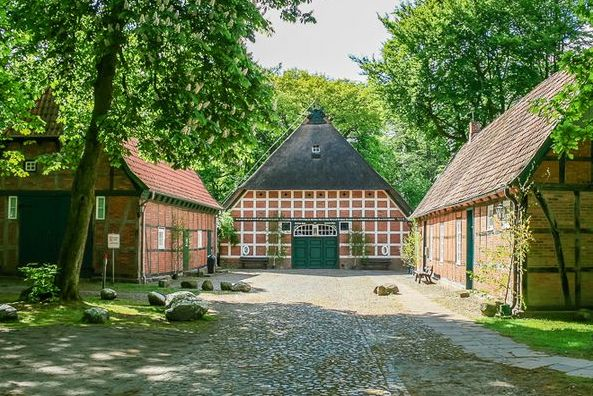
Hofanlage von Osten (2018)

Die Hofanlage Am Meyerhof 1 in der niedersächsischen Gemeinde Scheeßel wurde im 19. Jahrhundert gebaut. Aktuell (2025) wird sie als Heimatmuseum genutzt mit insgesamt 13 historischen Fachwerkbauten.
Die Gebäude stehen unter Denkmalschutz (siehe auch Liste der Baudenkmale in Scheeßel).

## Geschichte und Beschreibung
Scheeßel wurde 1205 als Archidiakonat genannt und gehört zum heutigen Landkreis Rotenburg (Wümme).
Die Hofanlage um einen rechteckigen Hofplatz mit kleinteiligem Feldsteinpflasterung und altem Baumbestand besteht aus
- dem eingeschossigen giebelständigen Wohn- und Wirtschaftsgebäude von 1875 (Inschrift) als Zweiständer-Hallenhaus in Fachwerk mit Steinausfachungen, reetgedecktem Krüppelwalmdach, Niedersachsengiebel mit Uhlenloch, Pferdeköpfen und der Grooten Door mit Korbbogen; Umbau des Wohnteiles von um 1890 in Backsteinmauerwerk mit Segementbogenfenstern und Schwellenhöherlegung am Wirtschaftsteil, Umnutzung zum Museum seit etwa 1950,[2]
- dem giebelständigen L-förmigen Doppel-Häuslingshaus aus der zweiten Hälfte des 19. Jahrhunderts auf Granitquadersockel, in Fachwerk mit Steinausfachungen und pfannengedecktem Satteldach,[3]
- dem giebelständigen Stall vom 19. Jahrhundert in Fachwerk mit Steinausfachung und pfannengedecktem Krüppelwalmdach.[4]

Das Landesdenkmalamt befand u. a.: „… ein gut überkommenes Beispiel für eine regionstypische Hofanlage dieser Zeit ….“
Das Heimatmuseum Scheeßel, mit dem translozierten Heimathaus und dem Meyerhofgelände in der Ortsmitte, ist eines der ältesten Museen Niedersachsens. In den Abteilungen Blaudruck und Weben-Spinnen-Klöppeln werden alte Handwerktechniken gezeigt und [aus]geübt. Die Sammlungen zeigen zudem Kunst, Trachten und Textilien.